# Caballo bereber
El caballo bereber del norte de África es una raza de caballo existente en  (Magreb) desde hace siglos. Sus orígenes son discutidos pero sus características actuales se remontan a la época de la conquista islámica. Como caballo de guerra ha merecido el elogio de muchos especialistas, demostrando sus cualidades hasta la década de 1950.

## Historia
Isidoro de Sevilla menciona el caballo mauro ('morón'), que en Época Romana debía designar el caballo Maurus de Mauretania, de la misma forma que asturco designaba originariamente el Asturicus de Asturia. Cuando los árabes conquistaron el norte de África la cría de caballos por parte de los árabes , que ya estaba plenamente desarrollada, recibió el incentivo de la bendición de la nueva religión. Un aspecto importante fue la llegada de caballos árabes de pura raza. No por su influencia directa pero sí por la aparición de caballos mezclados árabes-bereberes. En el Magreb conviven desde entonces tres castas de caballos: los bereberes tradicionales, los de pura raza árabe (caballo árabe) y los árabes-bereberes.
El estilo de vida tradicional de las tribus del interior permitió conservar las cualidades más útiles en un caballo de guerra (resistencia y rusticidad) sin perder velocidad, arranque o agilidad. Babieca, el caballo del Cid, parece haber sido un caballo bereber o morón. Esencialmente, los mejores caballos bereberes del siglo octavo eran muy parecidos a los que después elogió el general Daumas y el coronel Denis Bogros. En las obras del general Daumas (especialmente en "Les chevaux du Sahara" que incluye aportaciones fundamentales del emir Abd al-Qádir sobre el tema) se explican las costumbres y la forma de cría de los bereberes.
A partir de caballos de razas diferentes, el norte de África produjo el caballo bereber "clásico", aún existente en número de ejemplares importantes hasta 1950. Posteriormente, las cifras de caballos bereberes puros fueron menguando hasta rozar el peligro de extinción. En 1987 se fundó en Argelia la Organisation Mondiale du Cheval Barbe (OMCB), con el objetivo de preservar la raza.

## Relación equina entre el caballo andaluz y el caballo bereber
La relación del caballo bereber con los  caballos andaluces en general, el caballo español de  Felipe II, el caballo PRE ("Pura Raza Española"), los caballos Napolitanos, los  caballos lipizzanos, los mustangs y los  caballos criollos americanos y otros similares, se explica de forma muy diferente según los autores. Hay dos versiones opuestas.
Primeramente, Bogros y otros dicen que el caballo bereber está en el origen de todo. Que todos los caballos indicados serían, fundamentalmente, caballos bereberes o con influencia berberisca predominante. Esta opinión dio origen al concepto del caballo Spanish Barb.
La segunda versión, mucho menos extendida y aceptada, considera que los  caballos ibéricos de la zona de Andalucía no tuvieron una influencia significativa del caballo bereber. Esta teoría considera ridículo la expresión Spanish Barb. 
Probablemente la realidad se encuentra entre las dos teorías. Parece comprobado que en épocas prehistóricas y antes de las colonias griegas y fenicias, los caballos del sur de la península ibérica y los caballos del norte de África estuvieran muy emparentados. Desde entonces hasta los tiempos de la invasión musulmana del sur de Europa hubo un trasvase importante de caballos en ambos sentidos. Desde África hacia Andalucía y desde Andalucía hacia África.
Durante la ocupación musulmana, las aportaciones de caballos atravesando el estrecho de Gibraltar hacia el norte y hacia el sur fueron significativas. Se puede afirmar que, numéricamente, los  caballos andaluces y los caballos bereberes tienen una fuerte relación, con grandes aporte a su desarrollo,  dando como resultado el caballo andaluz y otras razas de caballos Ibéricas y europeas.

## Características
El caballo bereber actual puede tener alturas variables. Es más alto y robusto al este que al oeste. Las características físicas son las siguientes:
- Proporciones: caballo "cuadrado", tan alto como largo.
- Altura: 1,45 a 1,60 m.
- Tipo: mediolíneo.
- Perímetro de canela: Mínimo 18 cm.
- Peso: 400-550 kg.
- Pelajes frecuentes: negro, castaño, alazán, liart.
- Cuerpo: Corto y fino.
- Grupa: Inclinada.
- Cola y crin: Espesas y pobladas. A raíz de la cola baja.
- Cabeza: Estrecho, con perfil convexo o ligeramente curvado. Narinas poco destacadas.
- Orejas: Derechas y más bien cortas.
- Ojos: En forma de almendra. Arcos superciliares muy poco destacados.
- Cuello: grueso y musculoso, curvado en cuello de cisne.
- Extremidades: sólidas y bien musculadas, relativamente delgadas pero fuertes.
- Uñas: Pequeñas y muy duras.

Los caballos bereberes generalmente sólo tienen 5 vértebras lumbares, como los caballos árabes de pura raza.

## Carácter y aptitudes

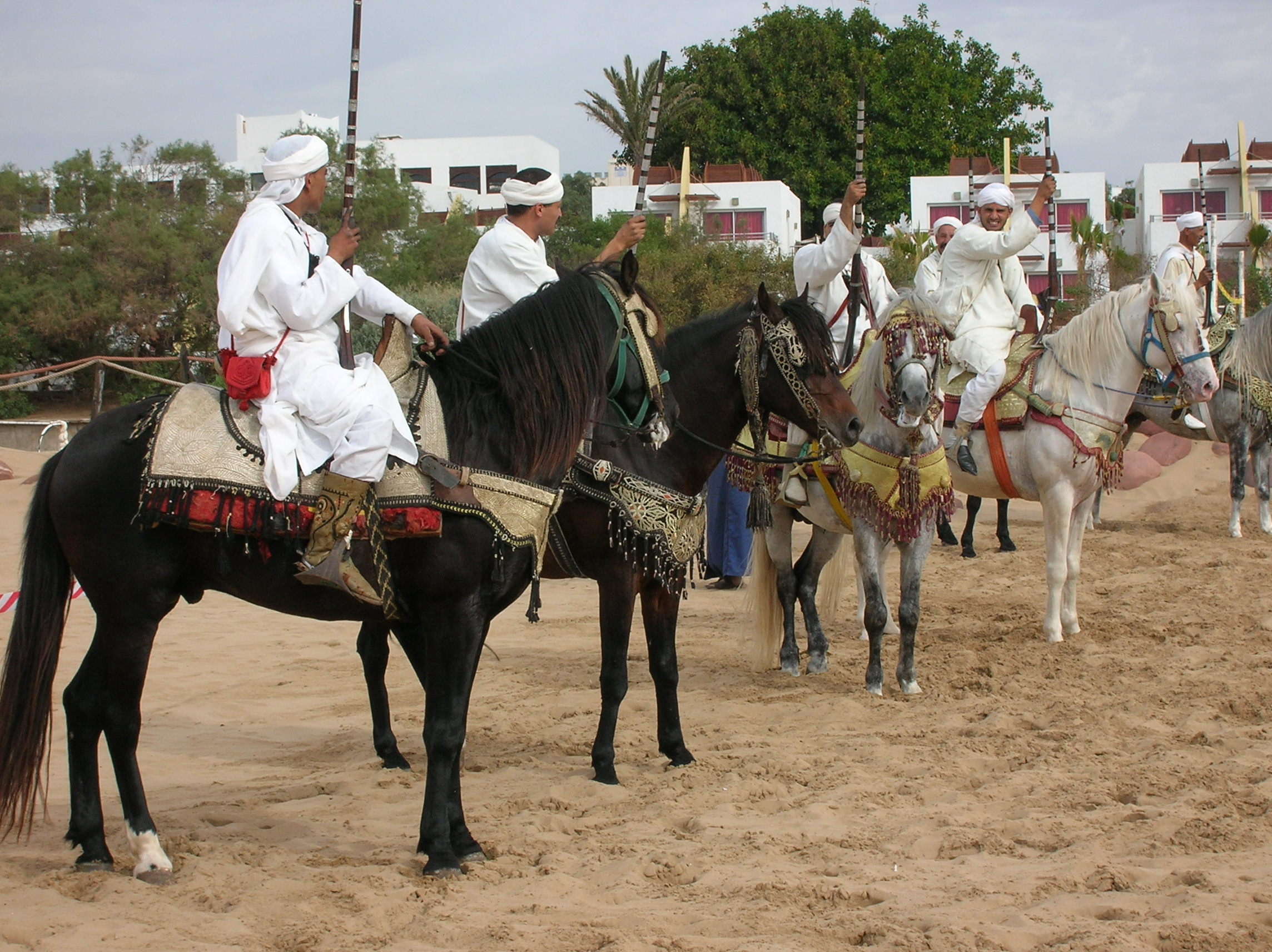
Jinetes Bereberes montados en caballos berberiscos.

El caballo bereber es dócil y rústico, rústico en el sentido de que no es nada delicado ni débil, no tosco o mal acabado. Además, es polivalente: gran velocidad en distancias cortas, velocidad considerable en distancias medias y gran resistencia en trayectos largos. Buen saltador en función de su talla, es de carácter tranquilo, equilibrado y valiente. Aparentemente perezoso, cuando es solicitado por su jinete demuestra una fogosidad impetuosa. Es fácil de arengar y adiestrar, y muestra una resistencia muy apreciable en las condiciones más difíciles de frío, calor, sed, hambre, ... Nunca parece cansado.
En función de sus capacidades y prestaciones, su coste de mantenimiento mínimo y su carácter tranquilo, el caballo bereber se puede comparar favorablemente con otras razas más difundidas. Si el proyecto de mantenimiento y promoción de la raza consigue un número importante de ejemplares, el caballo bereber debería tener una buena expansión y desempeñar un papel destacado en la equitación de ocio.